# Albina (Suriname)
Albina suriname-i város, Marowijne körzet székhelye. 

## Fekvése
AZ Atlanti-óceán partján van, Kelet-Surinameban, a Maroni-folyó partján.